# سابرا (دبابة)

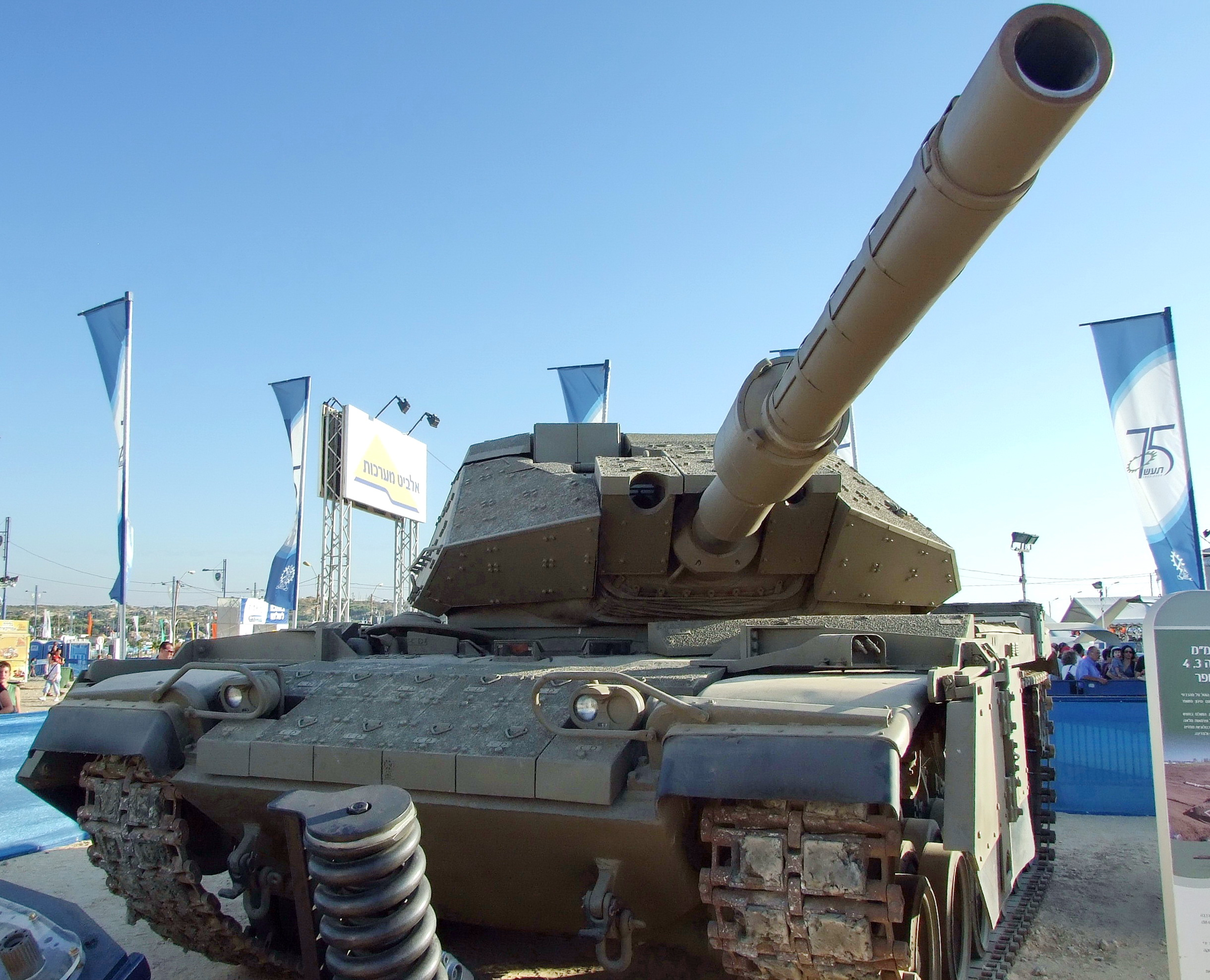

سابرا هي دبابة تم تطويرها وتصنيعها في هيئة الصناعات العسكرية، وهي تمثل نسخة معدلة من M60 باتون مخصصة للتصدير. ويعتمد تطويرها على المعلومات التي جمعت من تطوير سلسلة دبابات مجاح، التي تستند في أساسها على سلسلة دبابات باتون. حوالي 170 دبابة سابرا صُنعت لصالح سلاح المدرعات التركي كجزء من مشروع الحداثة الذي تضمن تطوير دبابات باتون إلى دبابات سابرا، وأطلقوا عليها هناك M60T Sabra .

## سمات عامة
تم تبديل جميع أجزاء الدبابة تقريباً، من بينها البرج، والمدفع الذي طُور لمدفع عيار 120 ملم. وأضيف للدبابة منظومات مراقبة إطلاق نار وإنذار، وتصوير حراري، ومنظومة تهوية. والمحرك تم استبداله هو الآخر ومعه ناقل الحركة الهيدروليكي القديم بمنظومة حديثة. والدرع السلبي أُستبدل بدرع حديث وأضيف إليه أيضا درع تفاعلي. واستبدل الجنزير أيضا بمنظومة يمكنها التعامل مع التضاريس الصعبة.